# Claire Parker
Claire Parker (nacida en Boston, Massachusetts, el 31 de agosto de 1906, fallecida en París el 3 de octubre de 1981) fue una ingeniera y animadora estadounidense. Conocida por ser la cocreadora, junto a su marido Alexandre Alexeieff, de la técnica de animación conocida como pinscreen o pantalla de agujas o alfileres.

## Breve biografía
Claire Parker se graduó en el MIT y en 1931 decidió continuar sus estudios en arte en París. Allí conocería a quien más adelante sería su marido, el ilustrador ruso Alexandre Alexeieff. Juntos idearon una técnica completamente nueva de animación que permitía crear imágenes en una matriz con decenas de miles de alfileres a la que llamaron pinscreen o pantalla de agujas o de alfileres con la que hicieron en 1933 su primer cortometraje llamado Night on Bald Mountain.
A comienzos de la Segunda Guerra Mundial, Parker y Alexeieff pudieron escapar a EE. UU.. En 1943 se trasladaron a Canadá y produjeron su segunda película de cine, En passant, con la financiación del National Film Board of Canada. Cuando Parker y Alexeieff regresaron a París en 1946 realizaron también varias películas publicitarias. 
El 7 de agosto de 1972, Alexeieff y Parker fueron invitados a volver a Canadá para hacer una demostración de su técnica a un grupo de animadores del National Film Board of Canada. Esta demostración fue filmada y publicada por el NFB como Pinscreen bajo la dirección del famoso animador Norman McLaren.
Parker murió en 1981, en París y su marido menos de un año después.

## Pantalla de alfileres
Su contribución más conocida a la historia del cine fue sin dudas la pantalla de agujas o de alfileres (Écran d'épingles), una rejilla montada verticalmente con entre 240 mil y un millón de varillas metálicas deslizantes que primero se empujan manualmente para crear zonas iluminadas y sombreadas, y luego se filman fotograma a fotograma. Este dispositivo se distingue por ser uno de los primeros en producir animación mediante la reconfiguración de un conjunto de elementos de imagen individuales, más tarde llamados píxeles. Un modelo con suficiente "resolución" de píxeles puede utilizarse para crear una animación de imágenes fotorrealistas, un proceso minucioso análogo al del pixel art moderno.
Parker compartió los créditos de dirección de sus películas con su marido y colaborador; sin embargo, la patente de 1935 sobre la pantalla de alfileres se hizo sólo a su nombre. Los  seis cortometrajes que Alexeieff y Parker hicieron con esta técnica se incluyen, entre otras, The Nose (1963), Three Moods (1980). En 1963 realizaron la secuencia del título inicial de la película de Orson Welles llamada El proceso, basada en la obra de Franz Kafka. A partir de 2012, la última pantalla de alfileres original conocida que aún se utiliza en la producción de animación se mantiene en el campus principal de la National Film Board of Canada en Montreal. Una segunda pantalla fue construida y puesta en producción en 2018.